# Informe de desarrollo humano 1991
El Informe sobre Desarrollo Humano 1991 es el segundo Informe sobre Desarrollo Humano y llega a la conclusión principal de que la falta de compromiso político, no de recursos financieros, es a menudo la verdadera causa de la desatención de las personas. El Informe destaca el enorme potencial para reestructurar tanto los presupuestos nacionales como la asignación de ayuda internacional a favor del desarrollo humano.
Sin embargo, la súplica por una mayor eficiencia en la asignación de recursos y un gasto más efectivo no implica una indiferencia hacia la necesidad de crecimiento económico o de un incremento en la movilización de recursos. Por el contrario, la posición del Informe es que un sector público más eficiente y eficaz contribuirá a fortalecer el rol que el sector privado tiene en el desarrollo humano. Y el mejor argumento para obtener recursos adicionales es que los fondos existentes se gasten correctamente.
Así como el crecimiento económico es necesario para el desarrollo humano, el desarrollo humano es crucial para el crecimiento económico. Esta relación recíproca debe ser el eje de cualquier acción política inteligente.
El Informe 1990 sostiene que los países en desarrollo cuentan con los recursos para alcanzar muchos de sus objetivos de desarrollo. Este Informe lleva el debate un paso más adelante al mostrar el potencial para reestructurar los presupuestos nacionales y la ayuda extranjera para satisfacer las necesidades humanas.
El Informe sugiere que:
- Es posible alcanzar altos niveles de desarrollo humano dentro de un marco de altos niveles de libertad humana.

La tarea principal es invertir en las personas, liberando, de este modo, su iniciativa.
- La proporción del gasto humano debería convertirse en uno de los principios que orienten las políticas de gasto público.
- Sólo en el marco de una estrategia política factible es posible pensar en la reestructuración del desarrollo humano.
- Si podemos movilizar la base política hacia la acción, el futuro del desarrollo humano está garantizado.

## Datos según el Informe

### Índice de desarrollo humano Alto
| Posición | País      | IDH   | Esperanza de Vida al Nacer (1990) | Tasa de Alfabetismo (1985) | Escolaridad Promedio (1980) | PIB per cápita en USD (1985 - 1988) |
| -------- | --------- | ----- | --------------------------------- | -------------------------- | --------------------------- | ----------------------------------- |
| 1        | Japón     | 0.993 | 78.6                              | 99.0                       | 10.4                        | 13,650                              |
| 2        | Canadá    | 0.983 | 77.0                              | 99.0                       | 11.4                        | 17,680                              |
| 3        | Islandia  | 0.983 | 77.8                              | 99.0                       | 7.5                         | 16,820                              |
| 4        | Suecia    | 0,982 | 77.79                             | 99                         | 9.4                         | 16,940                              |
| 5        | Italia    | 0,981 | 82.6                              | 99.0                       | 10.6                        | 26,950                              |
| 6        | Argentina | 0,980 | 82.6                              | 99.0                       | 10.7                        | 24,990                              |

El resto de los países han sido excluidos de esta lista porque no han alcanzado a ser los mejores de su continente, a excepción solo de Noruega y Australia, que en su momento no había sido calculado su IDH